# Huang Yongyu
Huang Yongyu (* 9. August 1924 in Fenghuang, Provinz Hunan; † 13. Juni 2023) war ein chinesischer Maler und Holzbildhauer aus der Tujia-Nationalität.
Um neue malerische und expressionistische Effekte zu schaffen, vereinte Huang traditionelle chinesische Malerei mit westlichen Techniken der Ölmalerei. Seine Bilder erzielen auf Auktionen teilweise bis zu einer halben Million Dollar.

## Ausstellungen (Auswahl)
- 1983: Ausstellungen in Bonn und Oberhausen. Zur Eröffnung sprach Thomas Grochowiak über den Künstler.[3]
- 2007: Peking: „Eine Welt – Bilder chinesischer Maler mit Motiven aus UNO-Mitgliedländern“[4]